# Râul Plapcea Mică
Râul Plapcea Mică este unul din cele două brațe care formează râul Plapcea. Traversează orașul Scornicești. 